# Eleições estaduais no Maranhão em 1986
As eleições estaduais no Maranhão em 1986 ocorreram em 15 de novembro como parte das eleições em 23 estados, no Distrito Federal e nos territórios federais do Amapá e Roraima. Foram vitoriosos nesse dia o governador Epitácio Cafeteira, o vice-governador João Alberto Souza, os senadores Alexandre Costa e Edison Lobão, além de 18 deputados federais e 42 deputados estaduais numa época onde não havia dois turnos em eleições majoritárias.
Paraibano de João Pessoa, o governador Epitácio Cafeteira é técnico em contabilidade formado em Alagoas e bancário com origens políticas na UDN sendo eleito prefeito de São Luís em 1965. Naquele ano o bipartidarismo imposto pelo Regime Militar de 1964 o levou ao MDB pelo qual perdeu a eleição para senador em 1970 e foi eleito deputado federal em 1974 e 1978. No Governo João Figueiredo ingressou no PMDB e foi presidente do diretório estadual do partido reelegendo-se deputado federal em 1982. Em sua vida pública o governador Epitácio Cafeteira ora agia como aliado, ora como adversário do presidente José Sarney, por quem foi apoiado para chegar ao governo estadual ostentando o recorde de 81,02% dos votos válidos. O governador Luís Rocha negou apoio ao vencedor, alegando razões políticas.
Para vice-governador foi eleito o economista João Alberto Souza. Nascido em São Vicente Ferrer e formado à Universidade Cândido Mendes, foi eleito deputado estadual pela ARENA em 1970 e, após ficar numa suplência, foi eleito deputado federal em 1978 e 1982 quando já estava filiado ao PDS. Durante seu segundo mandato votou pela Emenda Dante de Oliveira em 1984 e em Tancredo Neves no Colégio Eleitoral em 1985. Eleito vice-governador pelo PFL, chegou a titular quando Epitácio Cafeteira renunciou para concorrer ao mandato de senador, porém só foi confirmado após disputa judicial com Ivar Saldanha, presidente da Assembleia Legislativa, que alegava direito ao cargo porque João Alberto fora eleito prefeito de Bacabal em 1988 e com isso não poderia ocupar o Palácio dos Leões, mesmo tendo se licenciado para assumir a prefeitura.

## Resultado da eleição para governador
Segundo o arquivo do Tribunal Superior Eleitoral os votos nominais foram assim distribuídos:
| Candidatos a governador do estado | Candidatos a vice-governador    | Número | Coligação                                        | Votação   | Percentual |
| --------------------------------- | ------------------------------- | ------ | ------------------------------------------------ | --------- | ---------- |
| Epitácio Cafeteira PMDB           | João Alberto Souza PFL          | 15     | Aliança Democrática (PMDB, PFL, PTB, PCB, PCdoB) | 1.040.384 | 81,03%     |
| João Castelo PDS                  | Ildon Marques PDS               | 11     | Oposições Coligadas (PDS, PL, PMB)               | 212.133   | 16,52%     |
| Delta Martins PT                  | Sebastião Rodrigues de Souza PT | 13     | PT (sem coligação)                               | 31.504    | 2,45%      |
| Fontes:                           |                                 |        |                                                  |           |            |

## Biografia dos senadores eleitos

### Alexandre Costa
O senador eleito mais votado foi o engenheiro civil Alexandre Costa. Formado pela Universidade Federal de Minas Gerais, ele nasceu em Caxias e começou sua vida política no governo Eugênio de Barros, que o nomeou prefeito de São Luís e depois secretário de Justiça. Em 1955 foi eleito vice-governador do Maranhão pelo PSD, contudo uma grave crise política adiou sua posse para julho de 1957 e quando assumiu seu cargo no executivo estava filiado ao PSP, legenda comandada por Ademar de Barros. Eleito suplente de deputado federal em 1962, foi efetivado a com cassação de Neiva Moreira sendo reeleito pela ARENA em 1966. No ano de 1970 foi eleito senador sendo reconduzido ao mandato por via indireta em 1978. Filiado ao PDS, votou em Paulo Maluf na eleição presidencial indireta de 1985, ingressou depois no PFL e obteve o terceiro mandato consecutivo de senador.

### Edison Lobão
O outro senador eleito foi o jornalista Edison Lobão. Nascido em Mirador, trabalhou nos jornais Correio Braziliense e Última Hora, na revista Maquis e na Rede Globo no Distrito Federal. Advogado formado pelo Centro de Ensino Unificado de Brasília, foi consultor da extinta Telebrasília e assessorou órgãos como o 
Ministério de Viação e Obras Públicas e o Ministério do Interior. Eleito deputado federal pela ARENA e a seguir pelo PDS do Maranhão em 1978 e 1982, votou contra a Emenda Dante de Oliveira em 1984 e em Paulo Maluf no Colégio Eleitoral em 1985, o que não impediu seu posterior ingresso no PFL.

## Resultado da eleição para senador
Com informações do Tribunal Superior Eleitoral.
| Candidatos a senador da República | Candidatos a suplente de senador                            | Número | Coligação                                        | Votação | Percentual |
| --------------------------------- | ----------------------------------------------------------- | ------ | ------------------------------------------------ | ------- | ---------- |
| Alexandre Costa PFL               | Bello Parga PFL João Matiole PFL                            | 255    | Aliança Democrática (PMDB, PFL, PTB, PCB, PCdoB) | 492.876 | 26,66%     |
| Edison Lobão PFL                  | PFL                                                         | 253    | Aliança Democrática (PMDB, PFL, PTB, PCB, PCdoB) | 372.295 | 20,14%     |
| Magno Bacelar PFL                 | PFL                                                         | 252    | Aliança Democrática (PMDB, PFL, PTB, PCB, PCdoB) | 295.174 | 15,96%     |
| Américo de Souza PFL              | PFL                                                         | 251    | Aliança Democrática (PMDB, PFL, PTB, PCB, PCdoB) | 223.280 | 12,08%     |
| José Burnett PDS                  | José Anselmo dos Reis Freitas PDS Costa Rodrigues PDS       | 111    | Oposições Coligadas (PDS, PL, PMB)               | 174.631 | 9,44%      |
| Neiva Moreira PDT                 | PDT -                                                       | 121    | PDT (sem coligação)                              | 162.006 | 8,76%      |
| Vicente Pereira PT                | Shigueko Nirasawa PT Iridmar José Ramos de Souza PT         | 131    | PT (sem coligação)                               | 65.972  | 3,57%      |
| João Gomes da Silva PT            | Milton Alves Sousa PT Maria Rosimar Monteiro de Oliveira PT | 132    | PT (sem coligação)                               | 33.484  | 1,81%      |
| Jadiel Carvalho PDT               | PDT -                                                       | 122    | PDT (sem coligação)                              | 17.987  | 0,97%      |
| Domingos da Costa PDT             | PDT -                                                       | 123    | PDT (sem coligação)                              | 11.336  | 0,61%      |
| Fontes:                           |                                                             |        |                                                  |         |            |

## Deputados federais eleitos
São relacionados os candidatos eleitos com informações complementares da Câmara dos Deputados.
| Deputados federais eleitos | Partido | Votação | Percentual | Cidade onde nasceu | Unidade federativa |
| Sarney Filho               | PFL     | 109.448 |            | São Luís           | Maranhão           |
| Francisco Coelho           | PFL     | 54.695  |            | Balsas             | Maranhão           |
| Jaime Santana              | PFL     | 49.012  |            | São Luís           | Maranhão           |
| José Teixeira              | PFL     | 48.132  |            | Teresina           | Piauí              |
| Albérico Filho             | PMDB    | 33.744  |            | Goiana             | Pernambuco         |
| Costa Ferreira             | PFL     | 28.415  |            | Guimarães          | Maranhão           |
| Eliezer Moreira            | PFL     | 28.343  |            | Rio de Janeiro     | Rio de Janeiro     |
| Davi Alves Silva           | PDS     | 27.122  |            | Vitorino Freire    | Maranhão           |
| Enoc Vieira                | PFL     | 27.067  |            | Esperantinópolis   | Maranhão           |
| José Carlos Saboia         | PMDB    | 25.158  |            | Sobral             | Ceará              |
| Vítor Trovão               | PFL     | 24.858  |            | Axixá              | Maranhão           |
| Antônio Gaspar             | PMDB    | 24.189  |            | Viana              | Maranhão           |
| Onofre Corrêa              | PMDB    | 23.406  |            | Raul Soares        | Minas Gerais       |
| Haroldo Saboia             | PMDB    | 22.930  |            | São Luís           | Maranhão           |
| Cid Carvalho               | PMDB    | 22.892  |            | Rio Branco         | Acre               |
| Joaquim Haickel            | PMDB    | 22.576  |            | São Luís           | Maranhão           |
| Wagner Lago                | PMDB    | 22.105  |            | Pedreiras          | Maranhão           |
| Vieira da Silva            | PDS     | 16.122  |            | São Luís           | Maranhão           |
| Fontes:                    |         |         |            |                    |                    |

## Deputados estaduais eleitos
Na divisão das 42 vagas por coligação a "Aliança Democrática" conquistou trinta e quatro cadeiras contra seis das "Oposições Coligadas" e duas do PDT.
| Deputados estaduais eleitos   | Partido | Votação | Percentual | Cidade onde nasceu | Unidade federativa |
| Ricardo Murad                 | PFL     | 23.219  |            | São Luís           | Maranhão           |
| César Bandeira                | PFL     | 18.884  |            | Vitorino Freire    | Maranhão           |
| Francisco Martins             | PFL     | 17.805  |            | Balsas             | Maranhão           |
| Juarez Medeiros               | PMDB    | 17.081  |            | São Luís           | Maranhão           |
| Raimundo Leal                 | PFL     | 16.650  |            | Uruçuí             | Piauí              |
| Clodomir Paz                  | PFL     | 15.127  |            | Pedreiras          | Maranhão           |
| João Bosco                    | PMDB    | 14.996  |            | Pastos Bons        | Maranhão           |
| Carlos Braide                 | PFL     | 13.236  |            | Teresina           | Piauí              |
| Ivar Saldanha                 | PFL     | 13.185  |            | Rosário            | Maranhão           |
| José Elouf                    | PFL     | 12.966  |            | Mirador            | Maranhão           |
| Eduardo Matias                | PFL     | 12.909  |            | Igarapé Grande     | Maranhão           |
| Marcony Farias                | PMDB    | 12.721  |            | Ouricuri           | Pernambuco         |
| Gastão Vieira                 | PMDB    | 12.339  |            | São Luís           | Maranhão           |
| Irineu Galvão                 | PTB     | 12.303  |            | Imperatriz         | Maranhão           |
| Zé Gentil                     | PTB     | 12.211  |            | Caxias             | Maranhão           |
| Remi Trinta                   | PFL     | 12.185  |            | São Bento          | Maranhão           |
| José Gerardo Abreu            | PFL     | 11.824  |            | Acaraú             | Ceará              |
| Benedito Pires                | PMDB    | 11.819  |            | Rosário            | Maranhão           |
| Antônio Pontes                | PFL     | 11.817  |            | Chapadinha         | Maranhão           |
| Leo Franklin                  | PFL     | 10.887  |            | São Luís           | Maranhão           |
| Juscelino Rezende             | PMDB    | 10.752  |            | São Luís           | Maranhão           |
| Petrônio Gonçalves dos Santos | PTB     | 10.752  |            | Timon              | Maranhão           |
| Jorge Pavão                   | PFL     | 10.687  |            | Santa Helena       | Maranhão           |
| Anselmo Ferreira              | PFL     | 10.681  |            | Recife             | Pernambuco         |
| Conceição Andrade             | PMDB    | 10.220  |            | São Luís           | Maranhão           |
| Mário José Dias Carneiro      | PFL     | 9.805   |            | Loreto             | Maranhão           |
| Galeno Edgar Brandes          | PFL     | 9.666   |            | Barra do Corda     | Maranhão           |
| Kleber Branco                 | PMDB    | 9.354   |            | Pedreiras          | Maranhão           |
| Pedro Vasconcelos Souza       | PDT     | 9.206   |            | Cachoeira Grande   | Maranhão           |
| Sarney Neto                   | PFL     | 8.917   |            | São Luís           | Maranhão           |
| Benedito Lago                 | PMDB    | 8.870   |            | Pedreiras          | Maranhão           |
| Carlos Guterres               | PMDB    | 8.856   |            | São Luís           | Maranhão           |
| José Bento Nogueira Neves     | PFL     | 8.812   |            | Itapecuru-Mirim    | Maranhão           |
| Inácio Pires da Conceição     | PMDB    | 8.802   |            | Barreirinhas       | Maranhão           |
| Raimundo Cabeludo             | PFL     | 8.563   |            | João Lisboa        | Maranhão           |
| Jairzinho da Silva            | PDS     | 7.863   |            | Campo Maior        | Piauí              |
| Juarez Lima                   | PDT     | 6.421   |            | Icatu              | Maranhão           |
| Júlio Monteles                | PDS     | 6.118   |            | Anapurus           | Maranhão           |
| Daniel Silva Alves            | PDS     | 5.670   |            | Santa Inês         | Maranhão           |
| Luís Coelho Batista           | PDS     | 5.583   |            | Tuntum             | Maranhão           |
| Aristeu Dias Barros           | PDS     | 5.378   |            | Passagem Franca    | Maranhão           |
| Emanoel Viana                 | PMB     | 5.285   |            | Paço do Lumiar     | Maranhão           |
| Fontes:                       |         |         |            |                    |                    |